# Donald Rubell
Donald Rubell, född omkring 1941, är en amerikansk läkare och konstsamlare.
Donald Rubell växte upp judisk familj i Brooklyn i New York i USA. Hans far arbetade i United States Postal Service och blev senare professionell tennisspelare. Han är bror till klubbägaren i New York Steve Rubell.
Doanld Rubell gifte sig 1964 i New York med läraren Mera Rubell. Paret fick två barn: hotellägaren Jason Ruball och konstnären Jennifer Rubell. Donald och Mera Rubell har samlat samtida konst sedan 1964, till en början på en låg budget. Under 1990-talet byggde de också, tillsammans med sonen Jason Rubell upp hotellrörelsen Rubell Hotels med hotell i Miami och Washington D.C.. De flyttade 1993 från New York till Miami, där de köpte en tidigare av Drug Enforcement Administration ägd lagerbyggnad, vilken byggde om till konstmuseet Rubell Family Collection för att enbart ställa ut tematiska utställningar baserade på familjens komnstsamling.